# Beobachten und Abwarten
Beobachten und Abwarten (englisch watchful waiting oder active surveillance) bezeichnet in der Medizin eine spezielle Behandlungsstrategie, bei der eine Krankheit zunächst nicht behandelt (Therapie) wird, der Krankheitsverlauf aber in regelmäßigen Abständen kontrolliert (Diagnose) wird. Werden bestimmte diagnostische Parameter erreicht, so kann eine Therapie eingeleitet werden.

## Beschreibung und Beispiele
Beobachten und Abwarten ist vor allem bei Erkrankungen angezeigt,
- bei denen eine hohe Wahrscheinlichkeit einer zeitigen Selbstheilung besteht oder
- bei Erkrankungen, bei denen eine hohe Unsicherheit der Diagnose besteht oder
- bei Erkrankungen, bei denen die Therapie mit einem hohen Risiko verbunden ist, beziehungsweise das Risiko und die zu erwartenden Nebenwirkungen einer Intervention größer als die Vorteile des Eingriffes sind.

Beobachten und Abwarten kann beispielsweise beim Prostatakrebs zur Anwendung kommen. Bei diesem Konzept wird zwischen Patient und Arzt vereinbart, dass zunächst keine Therapie erfolgt, sondern durch regelmäßige Diagnostik (Palpation, bildgebende Verfahren, Tumormarker (PSA) usw.) das Tumorwachstum verfolgt wird. Beobachten und Abwarten wird vor allem bei relativ kleinen, gut differenzierten Prostatatumoren angewendet, wenn die Restlebenserwartung des Patienten weniger als zehn Jahre beträgt. Die potenziellen Nebenwirkungen (Impotenz, Inkontinenz) eines operativen Eingriffes können sich erheblich auf die Lebensqualität des Patienten auswirken. Die Therapie kann gegebenenfalls so lange hinausgeschoben werden, bis sie notwendig wird. Hintergrund bei dieser Vorgehensweise – von einigen Autoren als active surveillance bezeichnet – ist, dass kleine, gut differenzierte Prostatatumore nicht so weit progredient werden, dass eine Therapie überhaupt notwendig wird. Die Wahrscheinlichkeit, dass der Patient an einer anderen Erkrankung verstirbt, ist vergleichsweise hoch. Bei einer relevanten Tumorprogression wird dann – mit Einverständnis des Patienten – die Therapie durchgeführt.
Beim watchful waiting erfolgt dagegen ein weitgehend palliatives Krankheitsmanagement bei Patienten in fortgeschrittenem Alter und hoher Komorbidität. Eine kurative Behandlung erfolgt nicht. Ein Hormonentzug wird nur dann durchgeführt, wenn der Patient symptomatisch wird.
Andere Beispiele von Erkrankungen, bei denen Beobachten und Abwarten eine Option sein kann, sind Hämangiome, affektive Störungen und Nierenzellkarzinome (bei einem Tumordurchmesser bis 4 cm).

## Abgrenzung
Im Gegensatz dazu wird bei der Wait-and-see-Strategie der Primärtumor sofort entfernt, aber auf weitergehende Therapiemaßnahmen (Strahlentherapie und Chemotherapie) zunächst verzichtet. Durch engmaschige Untersuchungen wird auch hier der weitere Verlauf beobachtet, um gegebenenfalls weitergehende Therapieoptionen anzuwenden. Ein Beispiel für einen solchen Tumor ist ein nicht-metastasiertes Seminom. Die Begriffe werden in der täglichen Praxis allerdings oft vermischt.